# Dalköpinge ängar
Dalköpinge ängar är ett naturreservat i Trelleborgs kommun i Skåne län.
Området är naturskyddat sedan 1975 och är 23 hektar stort. Reservatet består av öppna betade marker och våtmarker.